# Onobrychis majorovii
Onobrychis majorovii är en ärtväxtart som beskrevs av Aleksandr Alfonsovitj Grossgejm. Onobrychis majorovii ingår i släktet esparsetter, och familjen ärtväxter. Inga underarter finns listade i Catalogue of Life.